# Cofradía del Discípulo Amado y Jesús de Medinaceli
La  Cofradía del Discípulo Amado  y Jesús de Medinaceli es una de las 20 cofradías que existen, en la actualidad, en la Semana Santa de Valladolid.

## Historia

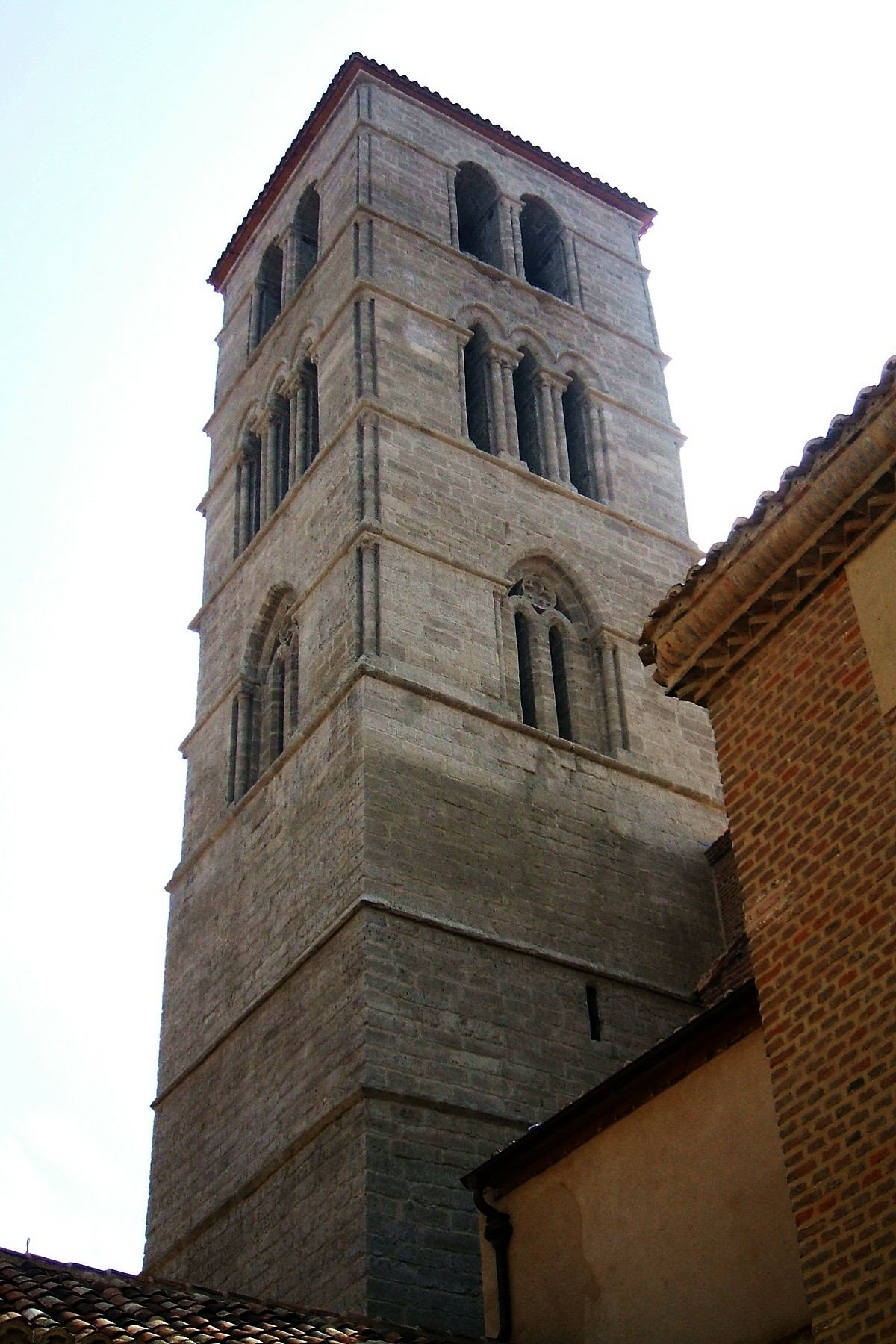
Torre de la iglesia de San Martín.

Entre 1950 y 1957 participó en la Procesión General de Viernes Santo la Cofradía denominada de los periodistas, por estar formada por miembros de la prensa vallisoletana. En 1951, el Arzobispado les requirió para que le dieran un nombre, denominándose del Discípulo Amado, por ser San Juan cronista de la historia de Cristo.
Acompañaban un paso formado por las imágenes de la Virgen y San Juan del retablo de la iglesia de la Vera Cruz junto con una Magdalena del Museo Nacional de Escultura que perteneció al paso del Entierro de la Cofradía de Nuestra Señora de la Piedad, hoy reconstruido con el nombre de Cristo de la Cruz a María. Procesionaban después de la Cofradía de Nuestro Padre Jesús Nazareno, representando así a los referidos personajes siguiendo a Cristo con la cruz a cuestas. 
La Cofradía nunca fue aprobada canónicamente y, en 1957, dejó de procesionar en la General.
En 1996, un grupo de personas se puso en marcha para relanzar la antigua Cofradía de los Periodistas, la del Discípulo Amado. Tras quince años, la iniciativa fue aprobada canónicamente el 2 de febrero de 2011 como Cofradía del Discípulo Amado y Jesús de Medinaceli , con sede en la iglesia de San Nicolás. Un año después, cambió su sede al Convento de los Agustinos Filipinos.
La cofradía encargó la realización de una talla de Jesús de Medinaceli a Juan Antonio Blanco, bendecida en la Catedral en junio de 2012 y realizándose una procesión extraordinaria. Como para la Semana Santa de 2013 aún no había sido admitida en la Junta de Cofradías, aquel año una representación participó como invitada en varias procesiones y se organizó una procesión extraordinaria en el mes de junio con motivo del primer aniversario de la bendición de la imagen.
El 25 de abril de 2013 se aprueba su incorporación a la Junta de Cofradías, procesionando por primera vez en 2014, colocando su procesión titular, de Amor y Misericordia del Santísimo Cristo de Medinaceli en la tarde del Lunes Santo. Aquel año no obtuvo autorización para procesionar en la Procesión General de Viernes Santo. Tal decisión, no del todo aclarada, parece que se basó, por un lado, en el hecho de no representar la imagen de Jesús de Medinaceli un momento concreto de la Pasión, sino una iconografía típica de Cristo, y por otro, en que se trataba de una imagen de vestir. Como solución, el Arzobispado aconsejó que acompañaran al paso de la tercera palabra (Madre, ahí tienes a tu hijo) de la Cofradía de las Siete Palabras, pero las negociaciones entre ambas cofradías no cristalizaron. En 2015, con la talla de San Juan Evangelista, se incorporaron a dicha procesión.
En diciembre de 2016, la Asamblea General de la cofradía decide cambiar la sede a la iglesia de San Martín, debido a los inconvenientes que ofrecía el enrejado exterior del Convento de los Agustinos Filipinos para la salida del paso, cambio que se hace efectivo en febrero de 2017.
En 2020, en el contexto de la reforma del programa de procesiones propuesto por el Obispo Auxiliar de Valladolid, Luis Argüello, se acuerda trasladar su procesión titular a la tarde del Domingo de Ramos.

## Pasos
- San Juan Evangelista (atribuido a Pedro de Ávila, siglo XVIII). Fuera de la Semana Santa, en la capilla del mismo nombre de la Catedral de Valladolid. Se trata de una imagen del evangelista de pie, portando en una mano el cáliz con el áspid, alegoría tradicional del mismo.

- Jesús de Medinaceli (Juan Antonio Blanco, 2012). Se bendijo el 22 de junio de 2012 en la Catedral de Valladolid, con posterior procesión hasta su sede. Se trata de una imagen de vestir, aunque completamente tallada, lo que suscitó críticas por parte de algunos sectores, al considerarla estéticamente inadecuada frente a la imaginería barroca.

## Procesiones

#### Procesión de Amor y Misericordia de Jesús de Medinaceli
Tuvo lugar por primera vez en 2014, en que la cofradía salió el Lunes Santo a las 22 horas del Convento de los Agustinos Filipinos para dirigirse hasta la iglesia de San Martín con el paso de Jesús de Medinaceli, donde se realizó un acto de oración. Al año siguiente adaptó su configuración actual, acudiendo a la Catedral para realizar renovación de las promesas de bautismo, primero en la tarde de Lunes Santo y, desde 2020, en la del Domingo de Ramos. Está acompañada musicalmente por la Banda de Cornetas y Tambores de la Cofradía de la Piedad.

#### Procesión General de la Sagrada Pasión del Redentor
La cofradía alumbra en la tarde de Viernes Santo el paso de San Juan Evangelista.